# ألبرت ويليام بيكر
ألبرت ويليام بيكر هو مهندس فضاء جوي ومهندس كندي، ولد في 4 مايو 1918 في مونتريال في كندا، وتوفي في 6 مارس 2008 في كامبريدج في كندا.